# Oberto Della Torre
Il Serenissimo Oberto Della Torre (Genova, 1617 – Genova, 1698) fu il 130º doge della Repubblica di Genova e re di Corsica.

## Biografia

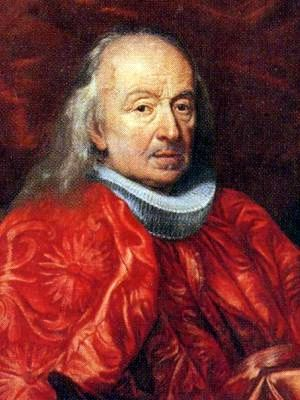
Dipinto del nobile

Nativo di Genova intorno al 1617, il primo e prestigioso incarico del nobile Oberto Della Torre arrivò all'età di circa quarant'anni con la nomina a protettore della cappella di San Giovanni Battista presso la genovese cattedrale di San Lorenzo. Assieme a Emanuele Brignole presiedette successivamente alla fabbrica dello erigendo Albergo dei Poveri, opera caritatevole che prese corpo dal 1652 durante il dogato di Gerolamo De Franchi Toso e che, per vari motivi, proseguì nella lenta edificazione negli anni a venire. Tra le cause del rallentamento dei lavori vi fu l'epidemia di peste che colpì Genova (e l'intera regione ligure) tra il 1656 e il 1657 e che, tra gli altri esponenti nobiliari, vide anche Oberto Della Torre prodigarsi nelle cure agli appestati. Cessata l'emergenza sanitaria fu incaricato come uno dei supremi sindacatore di valutare l'operato del doge De Franchi Toso due anni dopo il termine dell'effettivo mandato (1684).
Negli anni successivi il suo nome compare in diversi incarichi istituzionali per la Repubblica di Genova, estratto per tre volte nel ruolo di senatore e anche al servizio del Banco di San Giorgio. All'età di 72 anni e con 399 voti favorevoli su 1399 patrizi votanti fu eletto al ruolo di doge di Genova il 31 agosto 1689. In qualità di doge fu investito anche della correlata carica biennale di re di Corsica.
Del suo dogato - l'ottantacinquesimo in successione biennale e il centotrentesimo nella storia repubblicana - sono ricordati alcuni screzi con il Governatore spagnolo di Milano a causa del blocco delle rendite dei nobili genovesi in quel territorio (rapporti cordiali vi furono, per contro, con l'imperatore Carlo II di Spagna) e un fatto sacrilego riportato negli annali genovesi. Poco prima dello scadere del naturale mandato biennale venne sottratta dalla chiesa di San Filippo la pisside con le ostie consacrate e, a mo' di riparazione, un corteo del Senato della Repubblica con a testa il doge Della Torre partì da palazzo Ducale alla volta della chiesa per unirsi con la popolazione genovese e, assieme, intonare il Miserere.
Terminato il dogato il 1º settembre 1691 Oberto Della Torre si ritirò a vita privata. Morì a Genova nel corso del 1698 dove fu sepolto nella non più esistente chiesa di San Domenico.